# Trierer Gerichtsbild (1589)

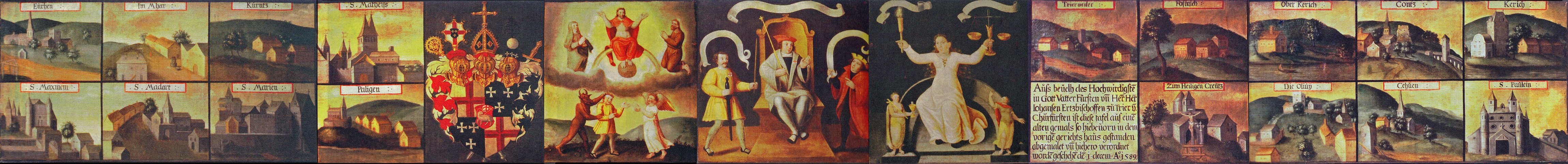
Trierer Gerichtsbild

Das sogenannte Trierer Gerichtsbild wurde 1589 im Auftrag des Kurfürsten Johann VII. von Schönenberg gemalt. Dargestellt sind auf der Innenseite ein Gerechtigkeitsbild mit der Darstellung der himmlischen und irdischen Gerechtigkeit, während die Seitentafeln die damals der Trierer Gerichtsbarkeit unterstellten Orte und Klöster wiedergeben. Viele dieser Darstellungen beinhalten die ersten Abbildungen dieser Ortschaften überhaupt.

## Geschichte
Im Bild selbst ist der Grund seiner Entstehung in einer kurzen Inschrift erklärt: „Auss beuelh des Hochwirdigsten in Gott Vatter Fürsten und Hern Hern lohansen Ertzbischoffen zu Trier vnd Churfursten ist diese tafel aus einem alten gemals so hiebeuorn in dem vorigen gerichts haus gestanden abgemalet und hiehero verordnet worden, geschehen den 1. decem[bris] A[nno] 1589.“ Es basiert also auf einem älteren, in dem ehemaligen Gerichtshaus (Jakobstraße 10, nicht erhalten) aufbewahrten Gemälde, welches nicht erhalten ist.
Nach der Aufhebung Kurtriers im Zuge der Französischen Revolution wurde das Gemälde an einen privaten Sammler versteigert. Nach wechselhaften Museumsaufenthalten befindet es sich seit dem Zweiten Weltkrieg im Museum Simeonstift (im Raum neben dem ehemaligen Dormitorium, zusammen mit dem Original des Trierer Marktkreuzes). Es wurde nach dem Krieg restauriert.

## Bildbeschreibung

### Mittelteil
Der Mittelteil des Bildes besteht aus einem Gerechtigkeitsbild. Zwischen der linken Tafel mit Christus als Weltenrichter und der rechten Tafel mit der Justitia befindet sich eine Gerichtsszene, ein Sinnbild eines gerechten Urteils vor Gott und der Gerechtigkeit. Ebenfalls zum Mittelteil gehört das Wappen des Kurfürsten Johann VII. von Schönenberg.

### Seitentafeln
Auf den Seitentafeln sind die Orte und Klöster dargestellt, die damals zum Trierer Gerichtsbezirk gehörten: Eurhen (Euren), Im Mhar (Maarviertel), Kurntz (Kürenz), S. Matheiss (St. Matthias), S. Maxmem (St. Maximin), Madart (Medard), S. Marien, Paligen (Pallien), Trierweiler, Fosinich (Fusenich), Ober Kerich (Oberkirch), Contz (Konz), Kerich (Niederkirch), Zum Heiligen Kreuz (Heiligkreuz), Die Oliuij (Olewig), Cehuen (Zewen) und S. Paulein (St. Paulin).

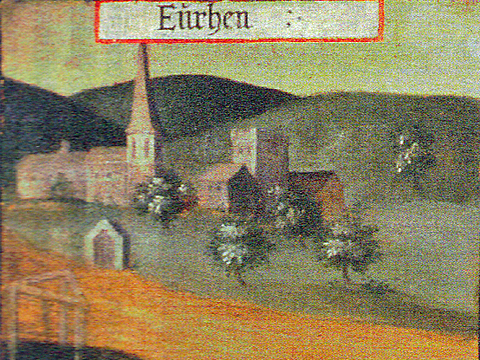
Euren
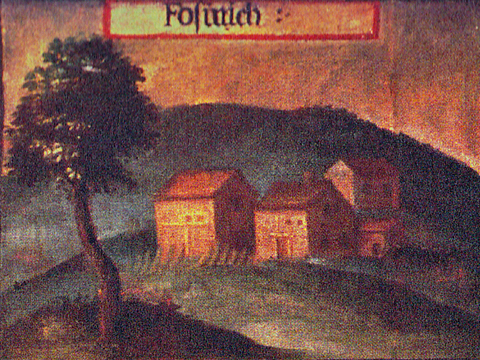
Fusenich
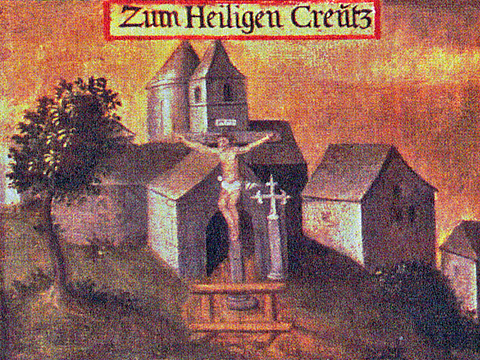
Heiligkreuz
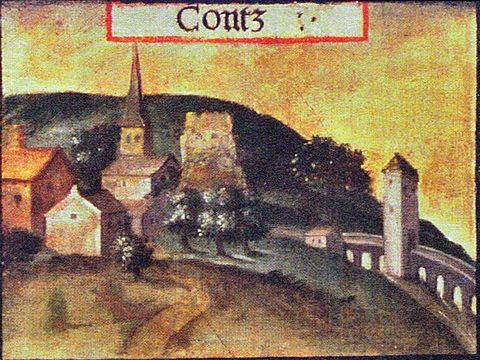
Konz
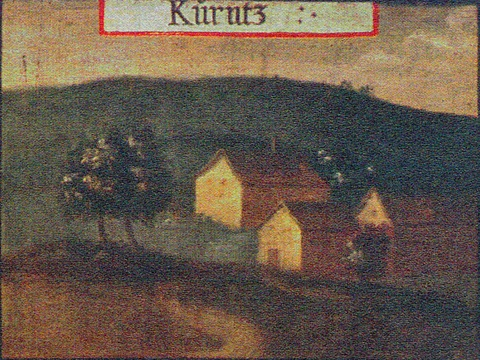
Kürenz
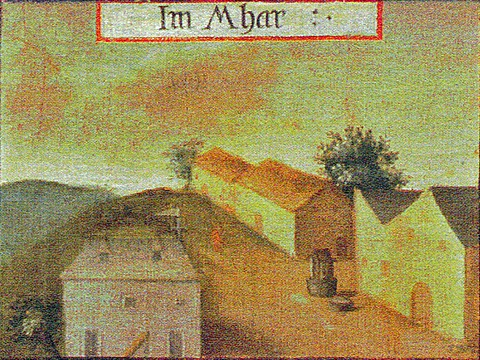
Maarviertel
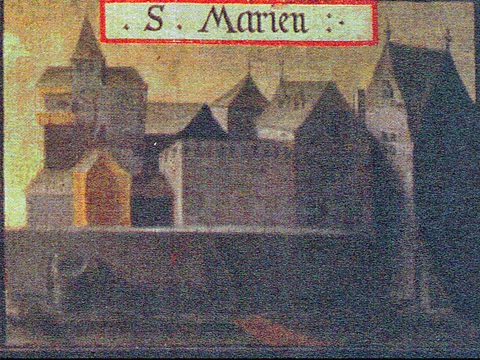
Marien
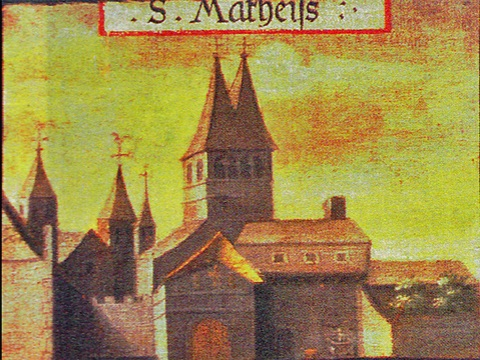
Matthias
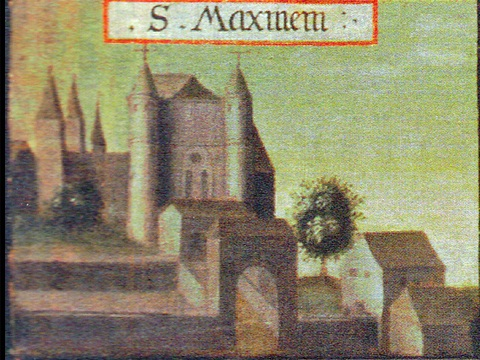
Maximin
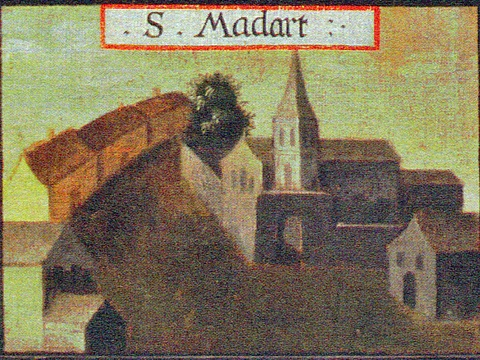
Medard
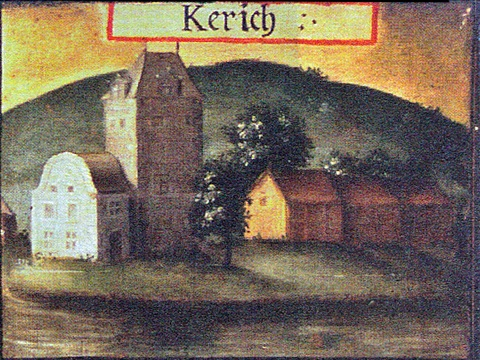
Niederkirch
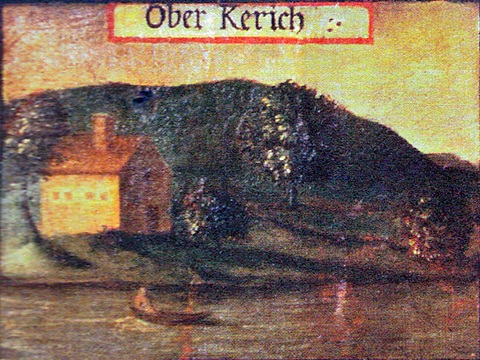
Oberkirch
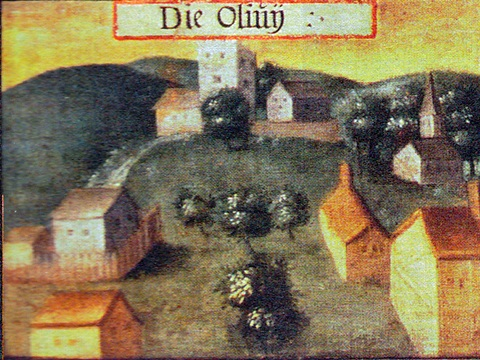
Olewig
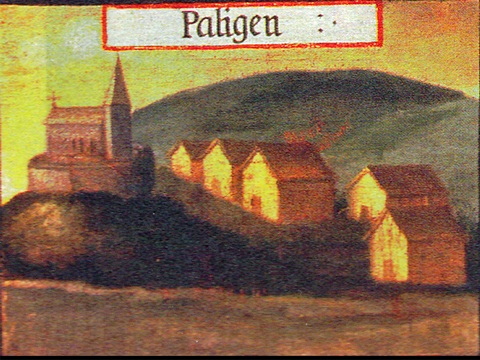
Pallien
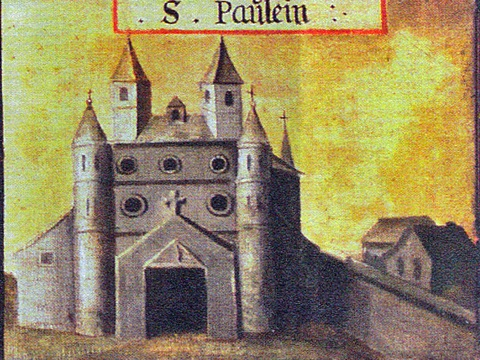
Paulin
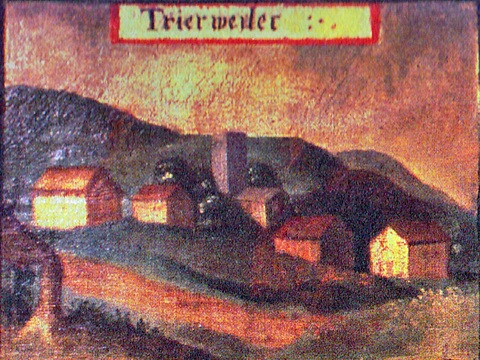
Trierweiler
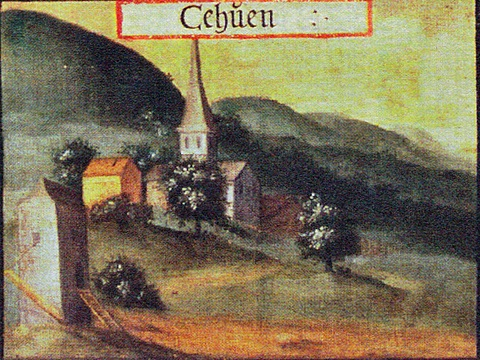
Zewen